# Baile dos Ardentes

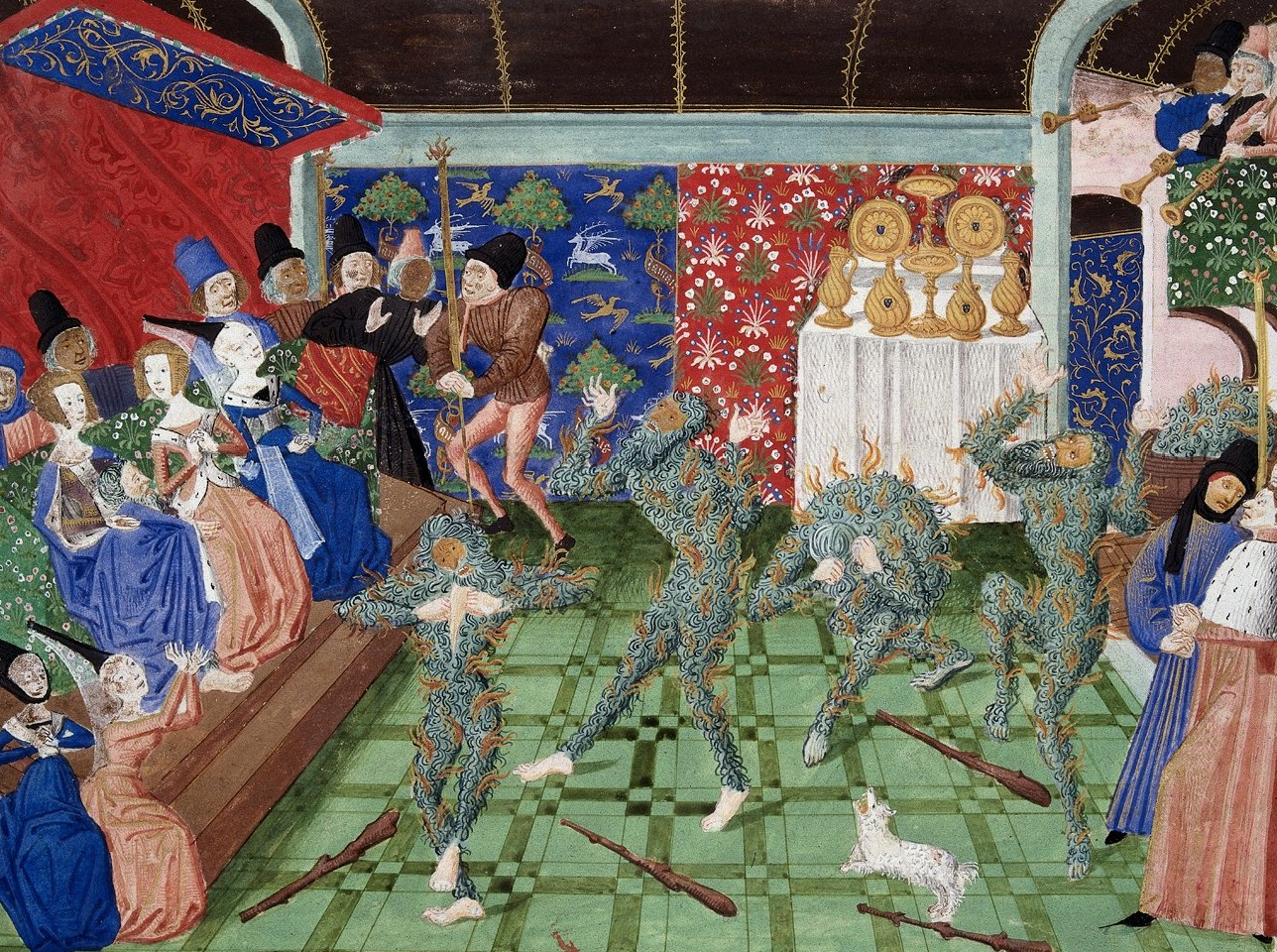
O Baile dos Ardentes retratado em uma miniatura do século XV das Crônicas de Froissart. A duquesa de Berry prende suas saias azuis sobre o pouco visível Carlos VI de França, enquanto os dançarinos rasgam suas roupas em chamas. Um dançarino pulou para dentro do tanque de vinho; na galeria acima, músicos continuam a tocar

Baile dos Ardentes (em francês: Bal des Ardents) ou Baile dos Selvagens (Bal des Sauvages), também chamado de Baile dos Homens Ardentes, foi um baile de máscaras realizado em 28 de janeiro de 1393 em Paris, no qual o rei Carlos VI de França esteve presente em uma dança com cinco membros da nobreza francesa. Quatro dos dançarinos foram mortos em um incêndio causado por uma tocha trazida por um espectador, o irmão do rei, Luís, duque de Orleães. Carlos e outro dançarino, o nobre cavaleiro Ogier de Nantouillet, sobreviveram. O baile foi um de uma série de eventos destinados a entreter o jovem rei, que no verão anterior tinha sofrido um ataque de insanidade. O evento minou a confiança em sua capacidade de governar; parisienses consideraram isso a prova da decadência da corte e ameaçaram se rebelar contra os membros mais poderosos da nobreza. A indignação do público forçou o rei e seu irmão duque de Orleães, que um cronista contemporâneo acusou de tentativa de regicídio e feitiçaria, a oferecer penitência pelo evento.
A esposa do rei francês, Isabel da Baviera, realizou o evento para homenagear o novo casamento de uma dama de companhia. Os estudiosos acreditam que isso pode ter sido um charivari tradicional, com os dançarinos disfarçados de homens selvagens, seres míticos frequentemente associados com a demonologia, que eram comumente representados na Europa medieval e documentados em folias da Inglaterra dos Tudor. O evento foi registrado por escritores contemporâneos, tais como o Monge de St Denis e Jean Froissart, e ilustrado em uma série de manuscritos iluminados do século XV por pintores como o Mestre de Antônio de Borgonha. O incidente mais tarde forneceu a inspiração para uma cena no conto Hop-Frog, de Edgar Allan Poe.

## Antecedentes
Em 1380, após a morte de seu pai Carlos, o Sábio, Carlos VI foi coroado rei com 12 anos, começando sua menoridade com seus quatro tios agindo como regentes. Dentro de dois anos, um deles, Filipe, o Audaz, descrito pelo historiador Robert Knecht como "um dos príncipes mais poderosos da Europa", tornou-se o único regente do jovem rei depois que Luís de Anjou saqueou o tesouro real e partiu para fazer campanha na Itália; os outros dois tios do rei, João de Berry e Luís de Bourbon, mostraram pouco interesse em governar. Em 1387, com 20 anos, Carlos assumiu o controle exclusivo da monarquia e imediatamente demitiu seus tios e restabeleceu os marmousets, conselheiros tradicionais de seu pai. Ao contrário de seus tios, os marmousets queriam paz com a Inglaterra, menos impostos, e um governo central forte, responsável — políticas que resultaram em uma trégua de três anos negociada com a Inglaterra, e o duque de Berry sendo destituído de seu posto como governador de Languedoque por causa de sua tributação excessiva.

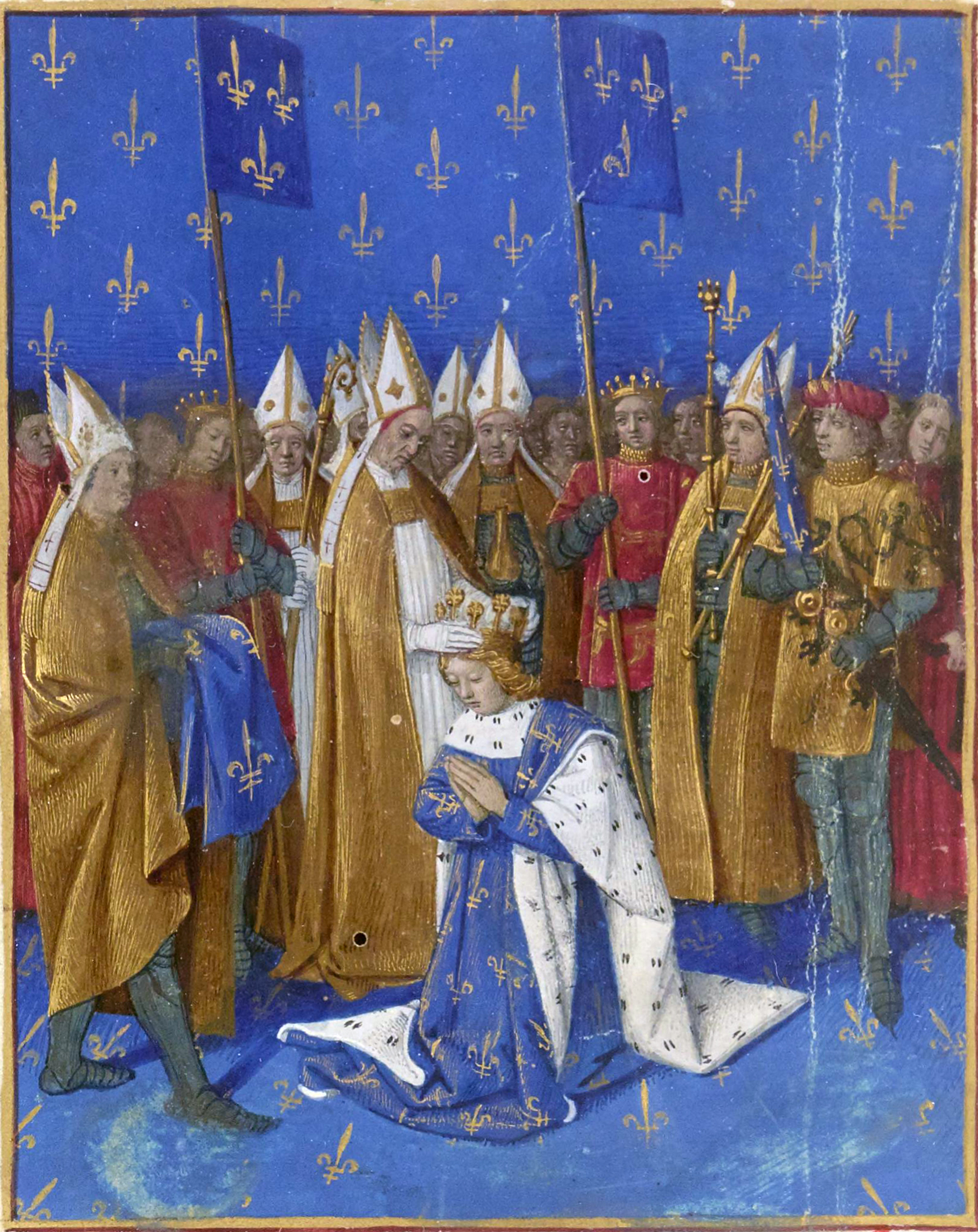
Coroação de Carlos VI de França representado por Jean Fouquet nas Grandes Chroniques de France, em meados do século XV

Em 1392, Carlos sofreu o primeiro do que viria a se tornar uma série de ataques de insanidade ao longo da vida, que se manifestou por uma "fúria insaciável" na tentativa de assassinato do líder dos marmousets e Condestável da França, Olivier de Clisson — também realizada por Pierre de Craon porém orquestrada por João V, Duque da Bretanha. Convencidos de que o atentado à vida de Clisson também foi um ato de violência contra si mesmo e contra a monarquia, Carlos rapidamente planejou uma invasão de retaliação da Bretanha com a aprovação dos marmousets, e dentro de alguns meses partiu de Paris com uma força de cavaleiros.
Num dia quente de agosto fora de Le Mans, acompanhando suas forças no caminho para Bretanha, Carlos, sem avisar, tirou suas armas e acusou seus próprios cavaleiros domésticos, incluindo seu irmão Luís I, Duque de Orleães — com quem teve um relacionamento próximo — gritando "Avante contra os traidores! Eles querem me entregar ao inimigo!". Carlos matou quatro homens antes de seu camareiro o agarrar pela cintura e o deixar inconsciente, depois entrando em um coma que durou quatro dias. Poucos acreditavam que iria se recuperar; seus tios, os duques de Borgonha e Berry, aproveitaram-se da doença do rei e rapidamente tomaram o poder, restabelecendo-se como regentes, e dissolvendo o conselho dos marmousets.
O rei comatoso foi devolvido para Le Mans, onde Guillaume de Harsigny — um médico venerado e bem-educado de 92 anos — foi convocado para tratá-lo. Depois que Carlos recuperou a consciência e sua febre diminuiu, foi devolvido a Paris pelo médico, movendo-se lentamente de castelo em castelo, com períodos de descanso entre eles. No final de setembro o rei estava bem o suficiente para fazer uma peregrinação de agradecimento a Notre Dame de Liesse, perto de Laon, depois de retornar novamente para a capital.

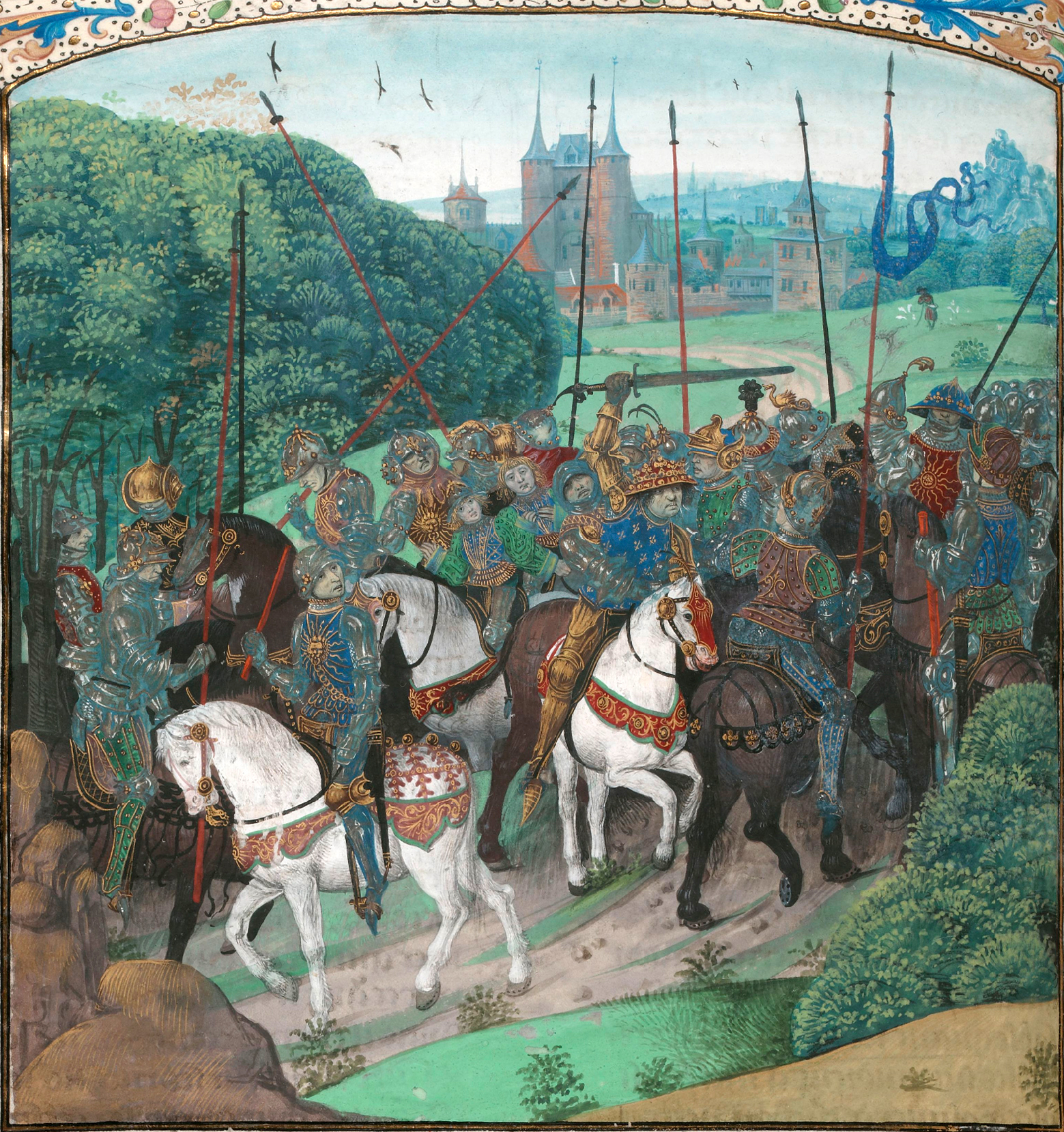
Carlos VI atacando seus cavaleiros, nas Crônicas de Froissart

O súbito ataque de insanidade do rei foi visto por alguns como um sinal de ira e castigo divino e por outros como resultado de feitiçaria; historiadores modernos como Knecht especulam que Carlos poderia estar experimentando o início da esquizofrenia paranoide. Carlos continuou mentalmente frágil, acreditando que era feito de vidro, e de acordo com o historiador Desmond Seward, correndo "uivando como um lobo pelos corredores dos palácios reais". O cronista contemporâneo Jean Froissart escreveu que a doença do rei era tão grave que ele estava "perdido na vida; nenhuma medicina poderia ajudá-lo". Durante o pior de sua doença o rei era incapaz de reconhecer sua esposa, Isabel da Baviera, exigindo sua remoção quando ela entrava em seu quarto, mas depois de sua recuperação, Carlos fez arranjos para ela manter a guarda de seus filhos. A rainha Isabel eventualmente tornou-se tutora de seu filho, o futuro Carlos VII de França (n. 1403), concedendo-lhe grande poder político e garantindo um lugar no conselho de regentes em caso de recaída.
Em A Distant Mirror: The Calamitous 14th Century, a historiadora Barbara Tuchman escreveu que o médico Harsigny, recusando "todos os fundamentos e ofertas de riquezas para permanecer", deixou Paris e ordenou que os cortesões protegessem o rei dos deveres de governo e liderança. Ele disse aos conselheiros do rei para "ter cuidado para não o preocupá-lo ou irritá-lo [...] Sobrecarregá-lo com trabalho o mínimo que puderem; prazer e esquecimento serão melhores para ele do que qualquer outra coisa." Para cercar o rei com uma atmosfera festiva e para protegê-lo do rigor de governar, a corte voltou-se para elaborar diversões e modas extravagantes. Isabel e sua cunhada Valentina Visconti, Duquesa de Orleães, usavam vestidos carregados de joias e elaborados penteados trançados enrolados em conchas altas e cobertas com largas hennins duplas que, supostamente, requeriam alargar as portas para que pudesse passar.
As pessoas comuns que pensavam nas extravagâncias excessivas ainda amavam o seu jovem rei, a quem chamavam de le bien-aimé (o bem-amado). A culpa pelo excesso e gastos desnecessários foi dirigida para a rainha estrangeira, que foi trazida da Baviera, a pedido dos tios do rei. Nem Isabel nem sua cunhada Valentina — filha do cruel Duque de Milão — eram bem desejadas por qualquer corte ou pelas pessoas. Froissart escreveu em suas Crônicas que os tios do rei estavam satisfeitos em permitir as frivolidades, porque "enquanto a rainha e os Duque d'Orleães dançassem, não eram perigosos ou até mesmo irritantes".

## Baile dos Ardentese consequências

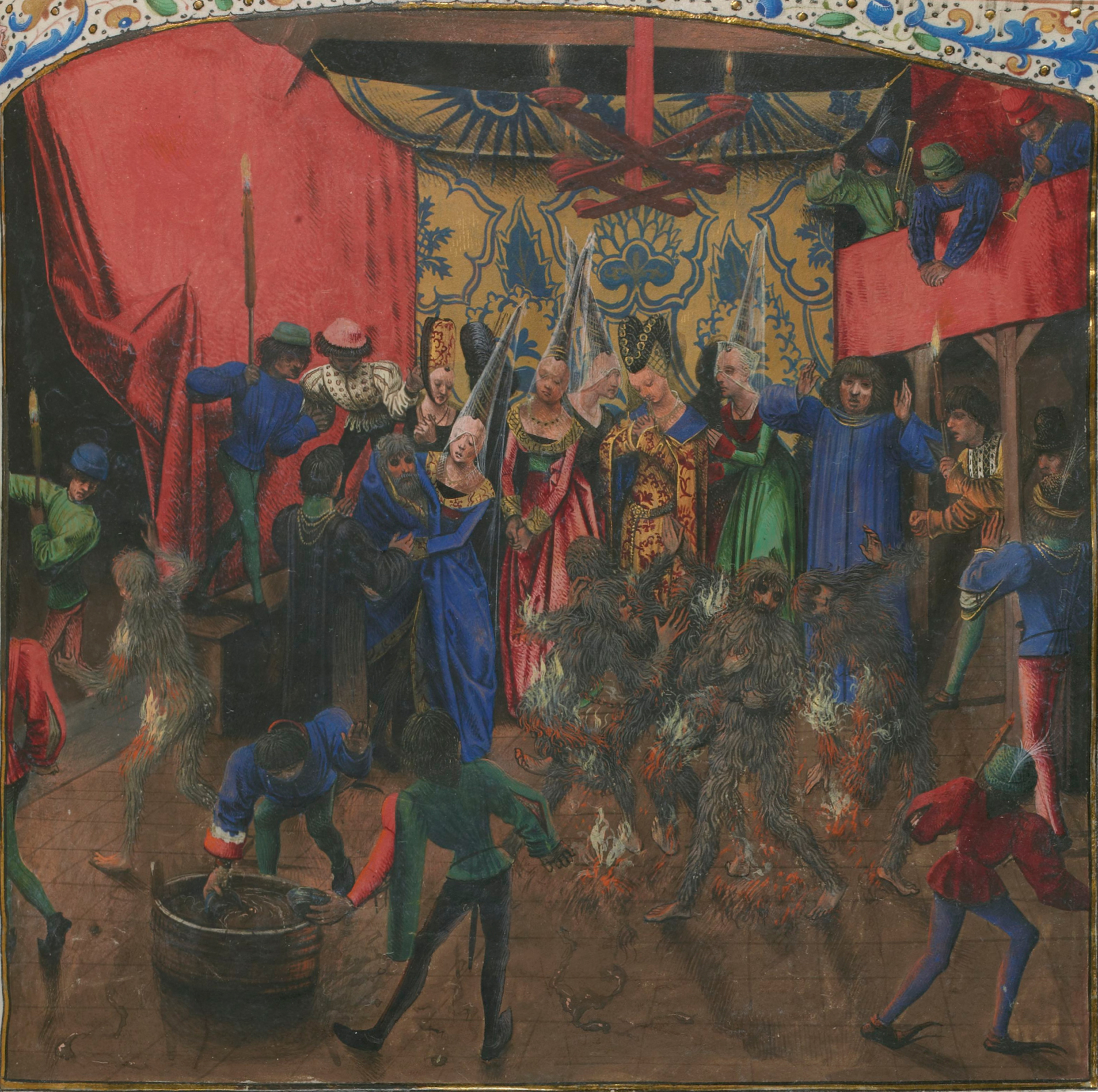
Baile dos Ardentes pelo Mestre de Antônio de Borgonha (c. 1470), que mostra um dançarino no tonel em primeiro plano, Carlos VI encolhido sob a saia da duquesa de Berry no centro esquerdo, e dançarinos no centro queimando

Em 28 de janeiro de 1393, Isabel realizou um baile de máscaras no Hôtel Saint-Pol para celebrar o terceiro casamento de sua dama de companhia, Catarina de Fastaverin. Tuchman explicou que o novo casamento de uma viúva era tradicionalmente uma ocasião para escárnio e palhaçadas, muitas vezes celebradas com máscaras ou charivari caracterizados por "todos os tipos de permissões, disfarces, desordens e sons estridentes de música discordante e tinido de pratos". Por sugestão de Huguet de Guisay, a quem Tuchman descreveu como conhecido por seus "esquemas ultrajantes" e crueldade, seis cavaleiros de alto nível realizaram uma dança trajados como selvagens dos bosques. Os figurinos, que foram costurados para os homens, eram feitos de linho embebido em resina para que o linho fosse fixado "para que eles aparecessem desgrenhados e peludos da cabeça aos pés". Máscaras feitas do mesmo material cobriam os rostos dos dançarinos e escondiam suas identidades da platéia. Algumas crônicas relatam que os dançarinos estavam unidos por correntes. Ordens estritas proibiram a iluminação de tochas de salão e proibiram qualquer pessoa de entrar no salão com uma tocha durante a performance, para minimizar o risco dos figurinos altamente inflamáveis pegarem fogo.
Segundo o historiador Jan Veenstra, os homens pulavam e uivavam "como lobos", cuspiam obscenidades e convidavam o público a adivinhar as suas identidades enquanto dançavam em um frenesi "diabólico". O irmão do rei, o duque de Orleães, chegou tarde e bêbado com Felipe de Bar, e eles entraram no salão carregando tochas acesas. Os relatos variam, mas Orleães pode ter mantido sua tocha acima da máscara de um bailarino para revelar a sua identidade quando uma faísca caiu, incendiando a perna do dançarino. No século XVII, William Prynne escreveu sobre o incidente no qual "o duque de Orleães [...] colocou uma das tochas que seus criados seguravam tão perto do linho, que ele incendiou uma das vestes, que por sua vez incendiou outra e outra, de maneira que todos se transformaram numa chama brilhante", enquanto que uma crônica contemporânea afirma que ele "jogou" a tocha em um dos dançarinos.
Isabel, sabendo que seu marido era um dos dançarinos, desmaiou quando os homens pegaram fogo. Carlos, no entanto, estava em pé a uma certa distância dos outros dançarinos, perto de sua tia de 15 anos Joana, Duquesa de Berry, que imediatamente jogou a saia volumosa sobre ele para protegê-lo das faíscas. Fontes discordam sobre se a duquesa moveu-se para a dança e chamou o rei ao lado para falar com ele, ou se ele se afastou em direção ao público. Froissart escreveu que "O Rei, que passou à frente [dos dançarinos], afastou-se de seus companheiros [...] e foi até as senhoras para mostrar-se a elas [...] e assim passou pela Rainha e chegou perto da Duquesa de Berry".

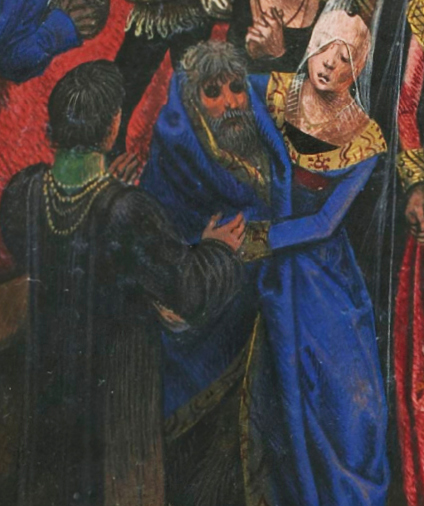
Detalhe da duquesa de Berry, vestindo uma alta hennin cônica, cobrindo um Carlos fantasiado com o trem de seu vestido

O cenário logo se tornou caótico; os dançarinos gritaram de dor enquanto queimavam em seus trajes, e o público, muitos deles também sofrendo queimaduras, gritou enquanto tentavam resgatar os homens em chamas. O evento foi registrado na vivacidade incaracterística pelo Monge de St Denis, que escreveu que "quatro homens foram queimados vivos, seus órgãos genitais em chamas caíram no chão [...] liberando um rio de sangue". Apenas dois dançarinos sobreviveram: o rei, graças às reações rápidas da duquesa de Berry, e o Sieur de Nantouillet, que pulou em um tonel de vinho aberto e lá permaneceu até as chamas serem extintas. O Conde de Joigny morreu no local; Yvain de Foix, filho de Gaston Fébus, Conde de Foix, e Aimery Poitiers, filho do Conde de Valentinois, ficaram com queimaduras dolorosas por dois dias. O instigador do ocorrido, Huguet de Guisay, sobreviveu um dia a mais, sendo descrito por Tuchman "xingando e insultando amargamente seus colegas dançarinos, os mortos e os vivos, até sua última hora".
Os cidadãos de Paris, indignados com o acontecimento e com o perigo que representava para o monarca, culparam os conselheiros de Carlos. Uma "grande comoção" varreu a cidade quando a população ameaçou depor os tios do rei e matar cortesões dissolutos e depravados. Profundamente aflitos com o clamor popular e preocupados com uma repetição da revolta dos Maillotins da década anterior — quando parisienses armados com marretas voltaram-se contra cobradores de impostos — os tios do rei convenceram a corte a fazer penitência na Catedral de Notre Dame, precedida por uma procissão real se desculpando pela cidade onde o rei andava a cavalo com seus tios andando em humildade. O duque de Orleães, que foi responsabilizado pela tragédia, doou fundos a uma capela que seria construída no mosteiro Celestino em expiação.
As pessoas nos eventos das crônicas de Froissart culpam diretamente o irmão do rei, Luís de Orleães. Ele escreveu: "E assim as celebrações das festas e casamento terminaram com grande tristeza ... [Carlos] e [Isabel] nada poderiam fazer para remediá-la. Temos de aceitar que não era culpa deles, mas do duque de Orleães". A reputação de Orleães foi severamente danificada pelo evento, agravado por um episódio poucos anos antes em que ele foi acusado de feitiçaria após a contratação de um monge apóstata para imbuir um anel, adaga e espada com magia demoníaca. O teólogo Jean Petit viria a testemunhar que Orleães praticou feitiçaria, e que o fogo no baile representou uma tentativa fracassada de regicídio feito em retaliação ao ataque de Carlos no verão anterior.
O Baile dos Ardentes acrescentou à impressão de uma corte mergulhada na extravagância, confirmando a loucura de um rei com saúde delicada e incapaz de governar. Os ataques de doença de Carlos aumentaram em frequência de tal modo que até o final da década de 1390 o seu papel era meramente cerimonial. No início do século XV, foi negligenciado e muitas vezes esquecido, uma falta de liderança que contribuiu para o declínio e fragmentação da dinastia Valois. Em 1407, o filho de Felipe, o Audaz, João sem Medo, tinha assassinado seu primo Luís de Orleães por causa de "vício, corrupção, bruxaria, e uma longa lista de vilanias públicas e privadas"; ao mesmo tempo Isabel foi acusada de ter sido amante do irmão de seu marido. O assassinato do duque de Orleães levou o país a uma guerra civil entre os Borguinhões e os Orleanistas (conhecidos como os Armagnacs), que durou várias décadas. O vazio criado pela falta de poder central e pela irresponsabilidade geral da corte francesa resultou na conquista de uma reputação de moral frouxa e decadência que durou mais de 200 anos.

## Representações folclóricas e cristãs dos homens selvagens

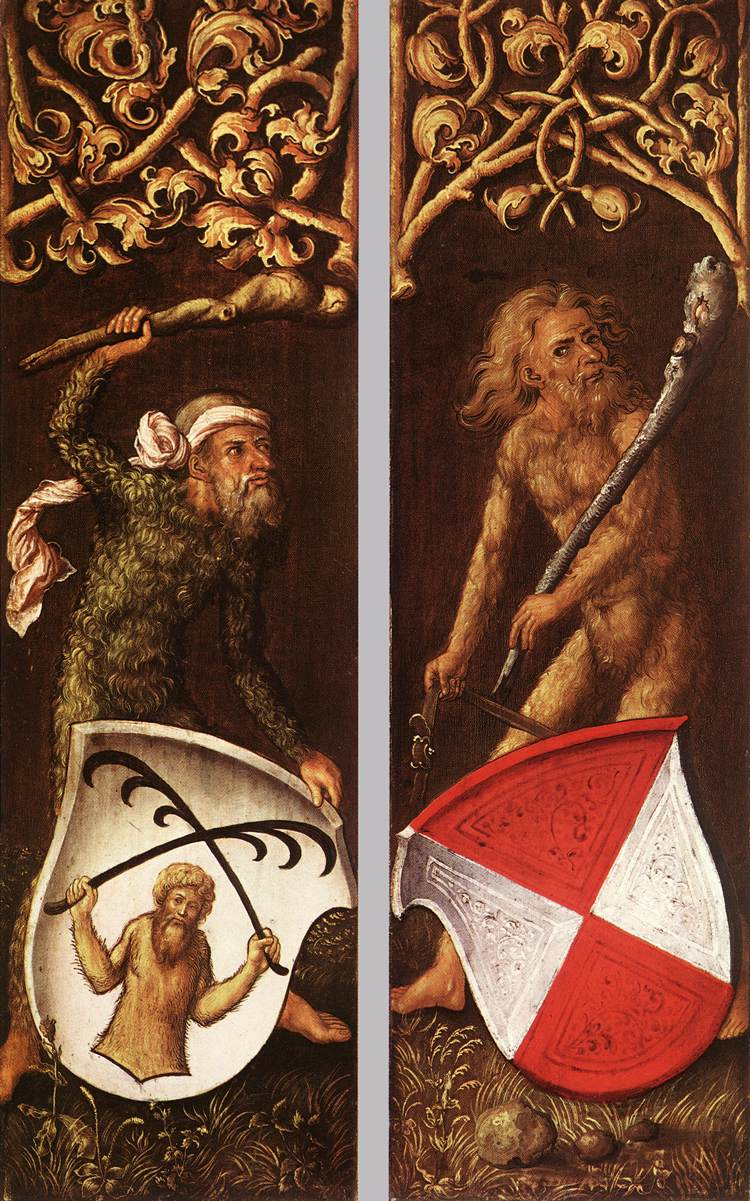
Homens selvagens ou selvagens dos bosques, representados por Albrecht Dürer (1499)

Veenstra escreveu em Magic and Divination at the Courts of Burgundy and France que o Baile dos Ardentes revelou a tensão entre as crenças cristã e o paganismo latente que existia na sociedade do século XIV. Segundo ele, o evento "pôs a nu uma grande luta cultural com o passado, mas também tornou-se uma prefiguração sinistra do futuro".
Homens selvagens dos bosques — geralmente representados carregando um cajado ou clava, vivendo além dos limites da civilização sem abrigo ou fogo, carentes de sentimentos e uma alma — eram então uma metáfora para o homem sem Deus. A superstição comum declarava que os homens selvagens de cabelos compridos, conhecidos como lutins, que dançavam a luz do fogo tanto para conjurar demônios ou como parte de rituais de fertilidade, viviam em áreas montanhosas, como os Pireneus. Em algumas aldeias, charivaris na época da colheita ou plantio dançando vestidos como homens selvagens, para representar demônios, eram cerimonialmente capturados e, em seguida, uma efígie deles era simbolicamente queimado para apaziguar os espíritos malignos. A Igreja, no entanto, considerou estes rituais como pagãos e demoníacos.

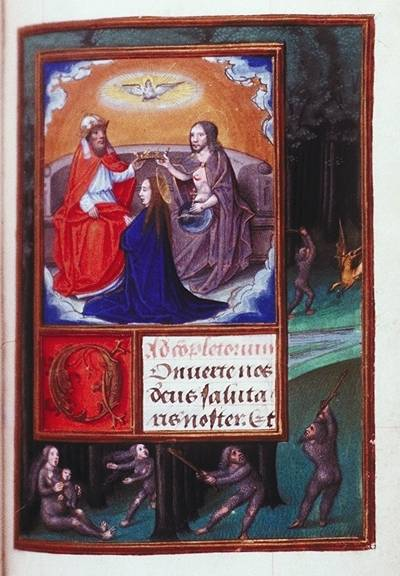
Homens selvagens descritos nas bordas de um Livro de horas do final do século XIV

Veenstra explica que acreditava-se que ao se vestir como homens selvagens, os moradores ritualisticamente "conjuravam demônios para imitá-los" — embora naquela época penitenciais proibiam a crença nesta figura mística ou uma imitação deles, tais como a dança trajada no baile da Rainha Isabel. Em rituais folclóricos a "queima não acontecia literalmente, mas em uma effigie", ele escreveu, "ao contrário do Baile dos Ardentes onde o rito de fertilidade sazonal tinha diluído ao entretenimento da corte, mas onde a queima tinha sido promovida numa realidade terrível." Uma crônica do século XV descreve o Baile dos Ardentes como una corea procurance demone ("uma dança para afastar o diabo").
Devido um novo casamento muitas vezes ser considerado como um sacrilégio — a crença comum era de que o sacramento do matrimônio estendia para além da morte — ele era censurado pela comunidade. Assim, o objetivo do Baile dos Ardentes era duplo: entreter a corte e humilhar e repreender a dama de companhia da rainha — de uma forma inerentemente pagã, na qual o Monge de St Denis parecia não gostar. De acordo com Veenstra, o ritual de queima na noite de núpcias de uma mulher que ia se casar novamente também tinha origens cristãs. O Livro de Tobias em parte diz respeito a uma mulher que teve sete maridos assassinados pelo demônio Asmodeus; ela é finalmente libertada do demônio pela queima do coração e do fígado de um peixe.
O evento também pode ter servido como um exorcismo simbólico da doença mental de Carlos numa época em que magos e feiticeiros eram comumente consultados por membros da corte. No início do século XV, o ritual de queima do mal, ou das forças demoníacas ou satânicas não era incomum, como mostrado pela posterior perseguição do duque de Orleães do médico do rei, Jehan de Bar, que foi queimado até a morte depois de confessar, sob tortura, à prática de feitiçaria.

## Crônicas

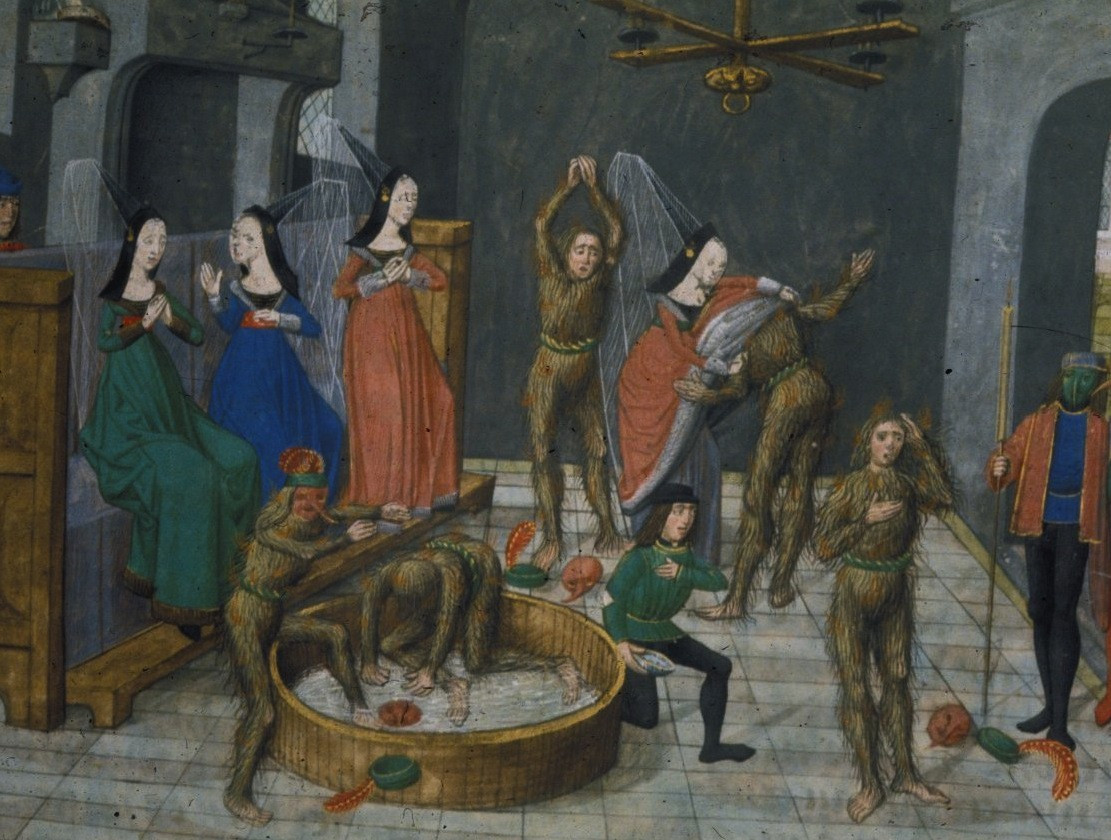
Miniatura intitulada "Fogo em um baile de máscaras" das Crônicas de Froissart, pelo Mestre de Getty Froissart (c. 1483, Bruges)

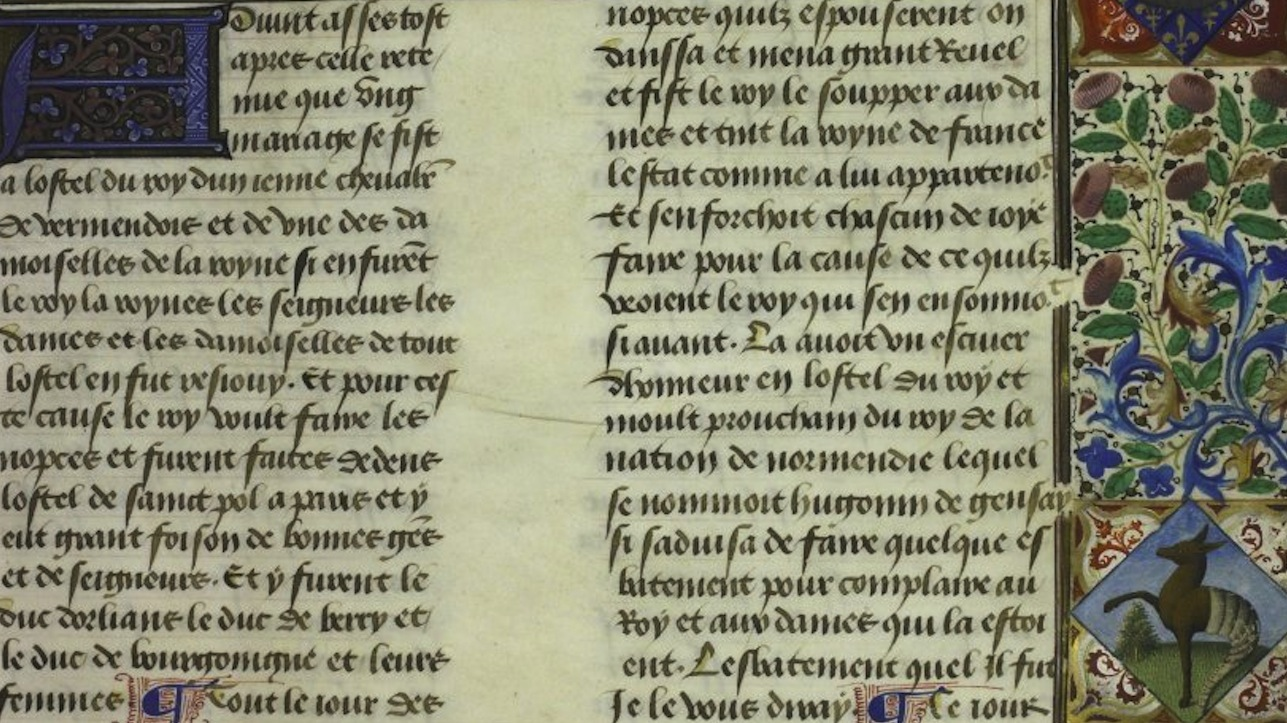
Detalhe do manuscrito de Froissart na Coleção Harley (c. 1470-1472), duas colunas de escritos em francês num texto gótico com borda decorativa

A morte de quatro membros da nobreza era suficientemente importante para garantir que o evento fosse registrado nas crônicas contemporâneas, mais notavelmente por Froissart e o Monge de St Denis, e, posteriormente, ilustrado em um número de cópias de manuscritos iluminados. Enquanto os dois principais cronistas concordam sobre pontos essenciais da noite — os dançarinos estavam vestidos como homens selvagens, o rei sobreviveu, um homem caiu em um tonel, e quatro dos dançarinos morreram — há discrepâncias nos detalhes. Froissart escreveu que os bailarinos foram acorrentados juntos, o que não é mencionado no relato do Monge. Além disso, os dois cronistas estão em desacordo sobre o propósito da dança. De acordo com a historiadora Susan Crane, o Monge descreve o evento como um charivari selvagem com o público participando na dança, ao passo que a descrição de Froissart sugere uma performance teatral, sem a participação do público.
Froissart escreveu sobre o evento no Livro IV de suas Crônicas (que abrange os anos de 1389 a 1440), um relato descrito pela estudiosa Katerina Nara como cheio de "um sentimento de pessimismo", já que Froissart "não aprovava tudo o que ele registrou". O cronista francês culpou Luís de Orleães pela tragédia, e o Monge culpou o instigador, de Guisay, cuja reputação de tratar servos de baixa criação como animais lhe rendeu um ódio tão universal que "os Nobres alegraram-se com a sua morte agonizante".
O Monge escreveu sobre o evento no Chronique de Charles VI ("Crônica de Carlos VI"), que abrange cerca de 25 anos do reinado do monarca. Ele parecia desaprovar com base no fato de que o evento quebrou costumes sociais e a conduta do rei era imprópria, enquanto Froissart o descreveu como um evento comemorativo.
Os estudiosos não tem certeza se algum dos cronistas estava presente naquela noite. De acordo com Crane, Froissart escreveu sobre o evento cerca de cinco anos mais tarde, e o Monge cerca de dez. Veenstra especula que o Monge pode ter sido uma testemunha ocular (como ele foi durante grande parte do reinado de Carlos VI) e que o seu relato é o mais preciso dos dois. A crônica do Monge é geralmente aceita como essencial para a compreensão da corte do rei, no entanto a sua neutralidade pode ter sido afetada por sua postura pró-Borgonha e anti-orleanista, fazendo com que ele descrevesse o casal real de forma negativa. Um terceiro relato foi escrito em meados do século XV por Jean Juvénal des Ursins em sua biografia do rei, L'Histoire de Charles VI: roy de France, não publicada até 1614.
O manuscrito de Froissart, que data entre 1470 e 1472 na Coleção Harley, mantida na Biblioteca Britânica, inclui uma miniatura que descreve o evento, intitulado "Dance of the Wodewoses", atribuída a um pintor desconhecido referido como o Mestre de Harley Froissart. Uma edição pouco mais tardia das Crônicas de Froissart, datada de cerca de 1480, contém uma miniatura do evento, "Fogo em um baile de máscaras", também atribuído a um pintor do gótico flamengo não identificado conhecido como o Mestre de Getty Froissart. O manuscrito Gruuthuse do século XV sobre as Crônicas de Froissart, mantido na Biblioteca Nacional da França, tem uma miniatura do evento. Mais uma edição das Crônicas de Froissart publicada em Paris por volta de 1508 pode ter sido feita expressamente para Maria de Cleves. A edição tem 25 miniaturas nas margens; uma única ilustração numa página inteira é sobre o Baile dos Ardentes. O ritual dos homens selvagens e a tragédia com as vítimas narrada por Froissart também serviu de inspiração para uma das cenas do conto Hop-Frog (1846), de Edgar Allan Poe.